# Catharsius jacksoni
Catharsius jacksoni är en skalbaggsart som beskrevs av Waterhouse 1891. Catharsius jacksoni ingår i släktet Catharsius och familjen bladhorningar. Inga underarter finns listade.